# السياحة في ألبانيا
تعد السياحة في ألبانيا عنصراً أساسياً في النشاط الاقتصادي للبلاد وهي تتطور باستمرار. تتميز ألبانيا بتراثها الأثري والثقافي الغني الذي يعود تاريخه إلى الفترة الكلاسيكية عندما سكن الإيليريون والإغريق القدماء المنطقة. احتل الرومان والبيزنطيون والبنادقة والعثمانيون أراضي ألبانيا وسكنوها على مدار التاريخ. ومن الجدير بالذكر أن البلاد تتميز بشواطئها البكر ومناظرها الطبيعية الجبلية والمأكولات التقليدية والمواقع الأثرية والتقاليد الفريدة والأسعار المنخفضة والأجواء البرية في الريف.
تقع البلاد في جنوب شرق أوروبا وتحدها الجبل الأسود من الشمال الغربي وكوسوفو من الشمال الشرقي ومقدونيا الشمالية من الشرق واليونان من الجنوب. يشكل البحر الأبيض المتوسط مع البحر الأدرياتيكي والبحر الأيوني الحدود الغربية بالكامل للبلاد. يبلغ طول ساحل البلاد حوالي 481 كم (299 ميلاً) ويتكون من الشواطئ الرملية والصخرية والخلجان والكهوف والمنحدرات والرؤوس والبحيرات الشاطئة. على الرغم من أن البلاد تتميز بتنوع ملحوظ مع المناظر الطبيعية التي تتراوح من جبال الألب الألبانية المغطاة بالثلوج، وجبال شار، وسكاندربغ، وكوراب، وبيندوس، وسيرونيان إلى سواحل ألبانيا المشمسة على البحر الأدرياتيكي والبحر الأيوني.
تتمتع البلاد بمناخ متوسطي مميز. يوجد في جميع أنحاء أراضي البلاد مجموعة واسعة من المناخات المحلية بسبب أنواع التربة المختلفة والتضاريس. تقع أكثر المناطق دفئاً في البلاد على السواحل حيث يتأثر المناخ بشدة بالبحر، بينما تقع أبرد الأجزاء في المناطق الداخلية الشمالية والشرقية، حيث يسود مناخ الغابات الثلجية.
تعد ألبانيا الدولة الخامسة والعشرين الأكثر زيارة في أوروبا، بإجمالي 3.8 مليون زائر. صنفت لونلي بلانيت ألبانيا باعتبارها الوجهة رقم 1 التي يجب زيارتها في 2011. صنفت صحيفة نيويورك تايمز ألبانيا في المرتبة الرابعة من بين 52 وجهة يجب زيارتها في 2014. على الرغم من أنها لا تزال دولة نامية، تستعد ألبانيا لظهورها على الساحة العالمية حيث تحتفل بمرور قرن على الاستقلال. حددت مقالة في هافينغتون بوست 10 أسباب لزيارة ألبانيا في 2013. مؤخراً، اتخذت ألبانيا الشعار الرسمي «اتبع طريقك الخاص». بدلاً من الشعار السابق «حب متوسطي جديد». زار حوالي 4.73 مليون مواطن أجنبي ألبانيا في 2016 وفقاً لمعهد الإحصاء الألباني. ازدهرت السياحة الأجنبية في البلاد منذ 2019.
أعلن عدد من سلاسل الفنادق الدولية الشهيرة عن وجودها في ألبانيا، بما في ذلك ماريوت، وحياة، وماريتيم بلازا، وهيلتون جاردن إن، وفنادق إم كيه، وبست ويسترن في تيرانا، بالإضافة إلى فنادق ميليا الدولية في دوريس، بينما ينتظر آخرون الضوء الأخضر لبدء العمل بالأساس في تيرانا وجبال الألب الألبانية وعلى طول الريفيرا الألبانية.